# Pit Pot
Pit Pot (Potato Head Kids), è una serie animata statunitense del 1986 prodotta dalla Sunbow.
La serie è ispirata a un giocattolo che è un'evoluzione del franchising di Mr. Potato, e racconta delle avventure di alcune giovani patate antropomorfe (Mr Potato appare come figura adulta nella serie insieme a sua moglie Mrs Potato).
La serie fu originariamente trasmessa durante lo spazio My Little Pony 'n Friends. Un episodio di Pit Pot veniva trasmesso dopo un episodio di Vola mio mini pony, alternandosi con altri due cartoni animati basato su prodotti Hasbro: MoonDreamers - Gli amici dei sogni e Mille luci nel bosco. In Italia la serie venne mandata in onda su varie reti locali a partire dal 1990 e alcuni episodi vennero distribuiti su VHS dalla Stardust.

## Episodi
| n° | Titolo (originale)                | Sceneggiatura              | Prima TV USA      |
| -- | --------------------------------- | -------------------------- | ----------------- |
| 1  | Abbad'Un In A Bottle              |                            | 24 settembre 1986 |
| 2  | The Case of the Fouled Up Pharaoh | Douglas Booth              | 1 ottobre 1986    |
| 3  | The Curse of the Silver Dragon    | Chris Weber, Karen Willson | 8 ottobre 1986    |
| 4  | Follow the Chocolate Cake Road    |                            | 15 ottobre 1986   |
| 5  | The Great Candy Caper             | George Arthur Bloom        | 22 ottobre 1986   |
| 6  | The Grin-Ness Book of Records     |                            | 29 ottobre 1986   |
| 7  | Left Foot Forward                 |                            |                   |
| 8  | One Potato, Zoo Potato            | Douglas Booth              | 19 novembre 1986  |
| 9  | Pig Out                           | George Arthur Bloom        | 26 novembre 1986  |
| 10 | Poltergeist Potatoes              |                            |                   |
| 11 | Pot of Gold                       |                            |                   |
| 12 | Potato Head Pirates               |                            |                   |
| 13 | Potatolympics                     | George Arthur Bloom        | 24 dicembre 1986  |
| 14 | Puff's New Job                    | David Schwartz             | 31 dicembre 1986  |
| 15 | Robin Potato Head                 |                            |                   |
| 16 | Romancing the Rock                |                            |                   |
| 17 | Sam Spud, Private Eye             | Joe Cook                   | 21 gennaio 1987   |
| 18 | A Side Order of Soggy Spuds       |                            |                   |
| 19 | Small's Potatoes                  | David Schwartz             | 4 febbraio 1987   |
| 20 | Spike Spiked                      |                            |                   |
| 21 | Surfin' Potato Heads              | Rowby Goren                |                   |
| 22 | The Trash Can Derby               |                            |                   |
| 23 | Horse hide and seek               |                            |                   |